# Flughafen King Salmon

i7
i11
i13
Der Flughafen King Salmon (englisch King Salmon Airport, IATA-Code: AKN, ICAO-Code: PAKN, FAA-LID: AKN), früher auch Naknek Air Force Base, ist ein staatlicher Flughafen nahe King Salmon im US-Bundesstaat Alaska. Der Flughafen wird vom Alaska Department of Transportation & Public Facilities betrieben. Nach Aufzeichnungen der Federal Aviation Administration wurden 2021 29.914 Passagiere abgefertigt. Der Flughafen ist ein sogenannter Primary Commercial Service Airport.

## Infrastruktur
Der Flughafen umfasst eine Fläche von 2136 Hektar und befindet sich auf einer Höhe von 22 Metern über Meer.
Der Flughafen besitzt drei Landebahnen:
- 12/30: 2713 × 46 Meter Asphalt
- 18/36: 1224 × 30 Meter Asphalt
- NW/SE: 1219 × 152 Meter Wasser

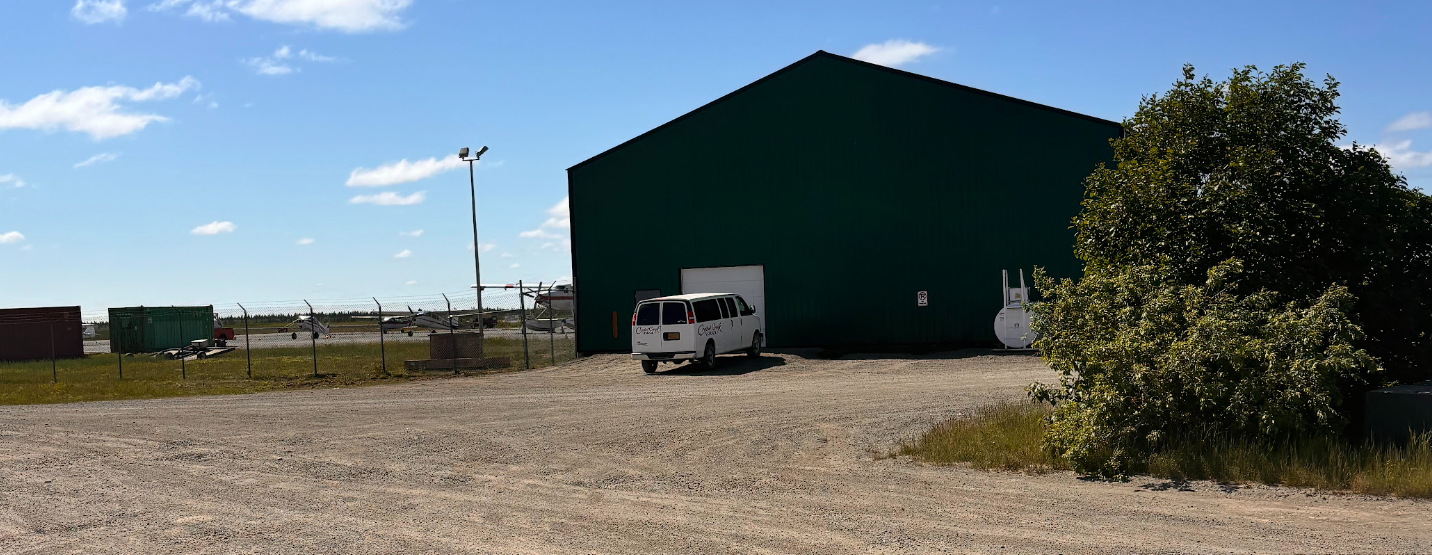
Einrichtungen am Boden

## Fluggesellschaften und Flugziele
Folgende Fluggesellschaften bieten Linienflüge an:
| Fluggesellschaft       | Flugziele                                                           |
| ---------------------- | ------------------------------------------------------------------- |
| Alaska Airlines        | Anchorage                                                           |
| Alaska Central Express | Anchorage                                                           |
| Grant Aviation         | Chignick, Iliamna, Levelock, Pilot Point, Port Haiden, South Naknek |

## Statistik
Im Jahr 2023 verzeichnete man 25.201 Flugbewegungen. Davon entfielen 1.720 auf kommerzielle Flüge, 16.434 auf Lufttaxis, 6.070 auf General Aviation und 977 auf militärische Flüge.
Auf dem Flughafen sind insgesamt 39 Flugzeuge stationiert. 33 einmotorige Flugzeuge, 3 mehrmotorige Flugzeuge und 3 Helikopter
| # | Flugziel          | Flüge pro Woche |
| - | ----------------- | --------------- |
| 1 | Anchorage         | 26              |
| 2 | Levelock          | 7               |
| 3 | Iliamna           | 6               |
| 4 | South Naknek      | 1               |
| 5 | Pilot Point (UGB) | 3               |
| 6 | Chignick          | 3               |
| 7 | DLG               | 1               |
| 8 | Pilot Point (PIP) | 1               |